# Drahňov
Drahňov es un municipio del distrito de Michalovce en la región de Košice, Eslovaquia, con una población estimada a final del año 2024 de 1692 habitantes.
Se encuentra ubicado al noreste de la región, en la cuenca hidrográfica del río Bodrog (afluente derecho del Tisza) y cerca de la frontera con la región de Prešov, Ucrania y Hungría.

## Demografía
| Año        | 1994 | 2004     | 2014     | 2024     |
| ---------- | ---- | -------- | -------- | -------- |
| Población  | 992  | 1180     | 1426     | 1692     |
| Diferencia |      | +18,95 % | +20,84 % | +18,65 % |

| Año        | 2023 | 2024    |
| ---------- | ---- | ------- |
| Población  | 1676 | 1692    |
| Diferencia |      | +0,95 % |